# Kastély csillagfényben
A Kastély csillagfényben egy 1989-ben készült színes magyar tévéjáték.

## Készítették
- Rendező: Balogh Zsolt
- Irta: Gyárfás Miklós
- Dramaturg: Aczél János
- Operatőr: Stenszky Gyula, Turi Tibor

## Szereplők
- Gróf: Gelley Kornél
- Jövevény: Kolos István
- Grófné: Varga Mária
- Inas: Hunyadkürti György

színes, magyar tévéjáték, 55 perc, 1989

## Történet
|  | Alább a cselekmény részletei következnek! |

A szabadságharc bukása után egy évvel Tarnóczy gróf kastélyának ajtaján titokzatos idegen kopogtat az éjszaka közepén. A háziak nem lepődnek meg, hiszen ez a ház a szabadságharc bujdosóinak menedékhelye. A most érkező idegen – aki feltűnően hasonlít a nemzet halottnak hitt hős költőjéhez – furcsa párbeszédbe kezd a ház urával. Macska-egér játékot játszanak egymással, melyben az igazság és a hazugság, a hősiesség és a spionkodás útvesztőjéből nem lehet kikerülni. A hamis és valódi érzelmek, hitek keveredése tragikus végkifejletet eredményez.
|  | Itt a vége a cselekmény részletezésének! |